# Nagisa Ōshima
Nagisa Ōshima (大島 渚 Ōshima Nagisa?,  Kioto, 31 de marzo de 1932 - Fujisawa, 15 de enero de 2013) fue un director de cine y guionista japonés. Habitual en festivales cinematográficos, es recordado por películas como, entre otras, El imperio de los sentidos (1976), El imperio de la pasión (1978), Feliz Navidad, Mr. Lawrence (1983) o Gohatto (1999).
Durante su trayectoria artística Oshima, debido a su ideario político y propuestas formales, tuvo numerosos problemas con la censura y se caracterizó por ser un realizador que abordó temas polémicos y atrevidos. Obtuvo 13 nominaciones, entre ellos de la Academia Japonesa de Cine (en 1979, 1984 y 2000) y recibió 18 galardones que incluyen al Festival de Cannes (1978), los Kinema Junpō (1969, 1972 y 1984) o el Mainichi Film Concours (1972 y 1984).

## Biografía
Nacido en 1932 en la prefectura de Okayama Ōshima procedía de un entorno familiar acomodado ya que su padre era funcionario de Ministerio de Agricultura de Japón. Tras una formación en la que admitió haber tenido adoctrinamiento educativo debido a la Segunda Guerra Mundial, graduarse en derecho en la Universidad de Kioto, en la que también participó en numerosas protestas y reivindicaciones, fue contratado por el estudio Shochiku donde pasó rápidamente a dirigir sus propias películas haciendo su debut con A Town of Love and Hope (愛と希望の街; Ai to kibo no machi) en 1959. No obstante la primera película que le proporcionó un inicial reconocimiento popular fue The Catch (1961), ambientada durante la Segunda Guerra Mundial y basada en una obra de Kenzaburo Oe, narra la relación que surge entre los habitantes de un pueblo japonés y un soldado afrodescendiente apresado en la contienda.

He sentido sobre mí mismo que, esencialmente, he sido reprimido (aquí en Japón). Por eso siento simpatía por aquellos que padecen una opresión parecida a la mía y he querido realizar películas sobre la gente que aquí son oprimidos como los residentes coreanos u okinawenses"
Nagisa Oshima 

Uno de los filmes más inusuales de Ōshima fue Band of Ninja (1967), una adaptación del popular manga de Sanpei Shirato Ninja Bugei-cho, una saga ambientada en el siglo XVI sobre los campesinos oprimidos y un ninja mortal. No es una película que incluya actores o animación sino que el realizador tomó fotografías de los dibujos de Shirato agregándoles voz. Obtuvo reconocimiento de la crítica y fue un éxito comercial en Japón.
Death by Hanging (1968) presenta la historia de una ejecución fallida de un joven coreano acusado de violación y asesinato. La película utiliza técnicas de "distanciamiento" poco realistas, siguiendo los estilos de Brecht o Godard, para analizar las actitudes japonesas de discriminación racial hacia la minoría coreana.
Boy (1969), basada en un caso de la vida real, es la historia de una familia que utilizaba a su hijo para hacer dinero deliberadamente, al implicarlo en varios accidentes de carretera y haciendo que los conductores pagaran compensaciones. 

"Amar a tu país es algo extraño. Sacar pecho de orgullo nacional y contarle a la gente lo maravilloso que es tu país no es amar a tu país tal como yo lo veo. Tienes que contar la verdad sobre tu país, sea la que sea."
Nagisa Oshima 

The Ceremony (1971) fue otra visión satírica hacia las costumbres japonesas, crítica que se evidencia claramente en una escena donde una ceremonia de matrimonio tiene que continuar a pesar de que la novia no está presente.
Ōshima alcanzó su punto máximo como director con su película de 1976 El imperio de los sentidos (Ai no korida; 愛のコリーダ): una película basada en una historia real sobre un caso de obsesión sexual fatal, en el Japón de los años 1930. Ōshima, un crítico de la censura y del humanismo de su contemporáneo Akira Kurosawa, estaba determinado a que la película incluyera escenas pornográficas fuertes, por lo que la película tuvo que ser terminada en Francia, para así poder crear una versión sin censura, que aún se encuentra inasequible en Japón. 
En su otra versión del filme In the Realm of the Senses, El imperio de la pasión (Ai no borei; 愛の亡霊), lanzada en 1978, hizo un acercamiento más refrenado al representar la pasión sexual de los dos amantes que los condujo al asesinato, llevándolo a ganar el galardón del Festival Internacional de Cine de Cannes en 1978 como mejor director.
En 1983 tuvo otro éxito crítico importante con Feliz Navidad, Mr. Lawrence, desarrollada en un campamento de prisioneros japonés durante la Segunda Guerra Mundial, mostrando a Ryuichi Sakamoto y David Bowie como ejemplos de las virtudes militares de Oriente y Occidente.
Max, Mon Amour (1986), escrita con el colaborador frecuente de Luis Buñuel, Jean-Claude Carriére, es una comedia furtiva sobre la esposa de un diplomático (Charlotte Rampling) enamorada de un chimpancé, el cual se muestra un poco reservado ante un eminentemente civilizado ménage à trois.
En 1996 Ōshima sufrió un accidente cerebrovascular, pero retornó a la dirección en 1999 con Taboo (Gohatto), donde incluyó al actor de Feliz Navidad, Mr. Lawrence Takeshi Kitano y la música del compositor Ryuichi Sakamoto.

## Fallecimiento
El director falleció el 15 de enero de 2013 en un hospital de Tokio debido a una neumonía.

## Filmografía
- A Town of Love and Hope (1959)
- Historias crueles de juventud (1960)
- El entierro del sol (1960)
- Night and Fog in Japan (1960)
- The Catch (1961)
- Shiro Tokisawa (1962)
- Verano Japonés, doble suicidio (1967)
- Death By Hanging (1968)
- Boy (1969)
- The Ceremony (1971)
- El imperio de los sentidos (1976)
- El imperio de la pasión (1978)
- Feliz Navidad, Mr. Lawrence (1983) - basada en parte en las experiencias de guerra de Laurens van der Post.
- Max, mi amor (1986)
- Gohatto (1999)

## Premios y distinciones
Festival Internacional de Cine de Cannes
| Año  | Categoría      | Película                | Resultado |
| ---- | -------------- | ----------------------- | --------- |
| 1978 | Mejor Director | El imperio de la pasión | Ganador   |